# Pipiza hirsutops
Pipiza hirsutops är en tvåvingeart som beskrevs av Hull 1949. Pipiza hirsutops ingår i släktet gallblomflugor, och familjen blomflugor. Inga underarter finns listade i Catalogue of Life.